# Tunntarmscancer
Tunntarmscancer är cancer i tunntarmen, det vill säga tolvfingertarmen, krumtarmen eller tomtarmen.
Tumörer i tunntarmen är oftast neuroendokrina tumörer (karcinoider), adenocarcinom, sarkom (leiomyosarkom), gastrointestinal stromacellstumör (GIST), eller lymfom. Neuroendokrina tumörer (NET) är vanligast, följt av adenocarninom. Adenocarninom utvecklas först ur en polyp, vilket oftast sker i tolvfingertarmen.
Symtom på tunntarmscancer skiljer sig åt beroende på om det är NET eller annan tumörtyp. Vid NET utsöndrar tumören hormoner, framför allt serotonin, som ger för tumörtypen säregna symtom såsom ansiktsrodnad, värmevallningar, och diarré. Tarmvred kan förekomma, både vid NET och de andra tumörerna. Andra symtom, oavsett tumör, är magsmärta, viktminskning, blodig avföring, och knölar i magen.
Riskfaktorer innefattar dålig kosthållning, kronisk inflammation i tarmen, adenom i tunntarmen, och celiaki.
Diagnos ställs med bildundersökningar av magen, såsom datortomografi och kontraströntgen. NET kan konstateras genom att mäta mängden hormoner i blodet. Biopsi är vanligt för att undersöka tumörtypen. Tunntarmscancer kan sprida sig med metastaser genom blodkärl eller lymfkärl, och kan invadera omgivande vävnad. Tumören kan blockera passagen i tarmen.
Kirurgi är en regelmässig behandling vid tunntarmscancer, liksom strålbehandling och cytostatika. Somatostatinanaloger och interferon förekommer vid NET.